# Pterocarpus
Pterocarpus Jacq., 1763 è un genere di piante arboree della famiglia delle Fabacee (o Leguminose), diffuso nelle zone tropicali.
Ha un caratteristico seme dalla particolare forma da cui prende il nome, dal greco: "frutto alato".

## Tassonomia
Il genere Pterocarpus comprende le seguenti specie:
- Pterocarpus acapulcensis Rose
- Pterocarpus albopubescens Hauman
- Pterocarpus amazonum (Benth.) Amshoff
- Pterocarpus amphymenium DC.
- Pterocarpus angolensis DC. - teak del Transvaal, kejat
- Pterocarpus belizensis Standl.
- Pterocarpus brenanii Barbosa & Torre
- Pterocarpus casteelsii De Wild.
- Pterocarpus claessensii De Wild.
- Pterocarpus dalbergioides DC. - padouk delle Andamane
- Pterocarpus dubius (Kunth) Spreng.
- Pterocarpus erinaceus Poir. - muninga
- Pterocarpus gilletii De Wild.
- Pterocarpus hockii De Wild.
- Pterocarpus homblei De Wild.
- Pterocarpus indicus Willd. - amboina, narra
- Pterocarpus lucens Guill. & Perr.
- Pterocarpus macrocarpus Kurz - padouk della Birmania
- Pterocarpus marsupium Roxb.
- Pterocarpus megalocarpus Harms
- Pterocarpus michelianus N.Zamora
- Pterocarpus mildbraedii Harms
- Pterocarpus monophyllus Klitg., L.P.Queiroz & G.P.Lewis
- Pterocarpus mutondo De Wild.
- Pterocarpus officinalis Jacq.
- Pterocarpus orbiculatus DC.
- Pterocarpus osum Craib
- Pterocarpus rohrii Vahl
- Pterocarpus rotundifolius (Sond.) Druce
- Pterocarpus santalinoides DC.
- Pterocarpus santalinus L.f. - sandalo rosso
- Pterocarpus soyauxii Taub. - padouk africano
- Pterocarpus steinbachianus Harms
- Pterocarpus tessmannii Harms
- Pterocarpus tinctorius Welw. - padouk africano
- Pterocarpus velutinus De Wild.
- Pterocarpus vidalianus Rolfe
- Pterocarpus villosus (Benth.) Benth.
- Pterocarpus zehntneri Harms
- Pterocarpus zenkeri Harms

## Usi

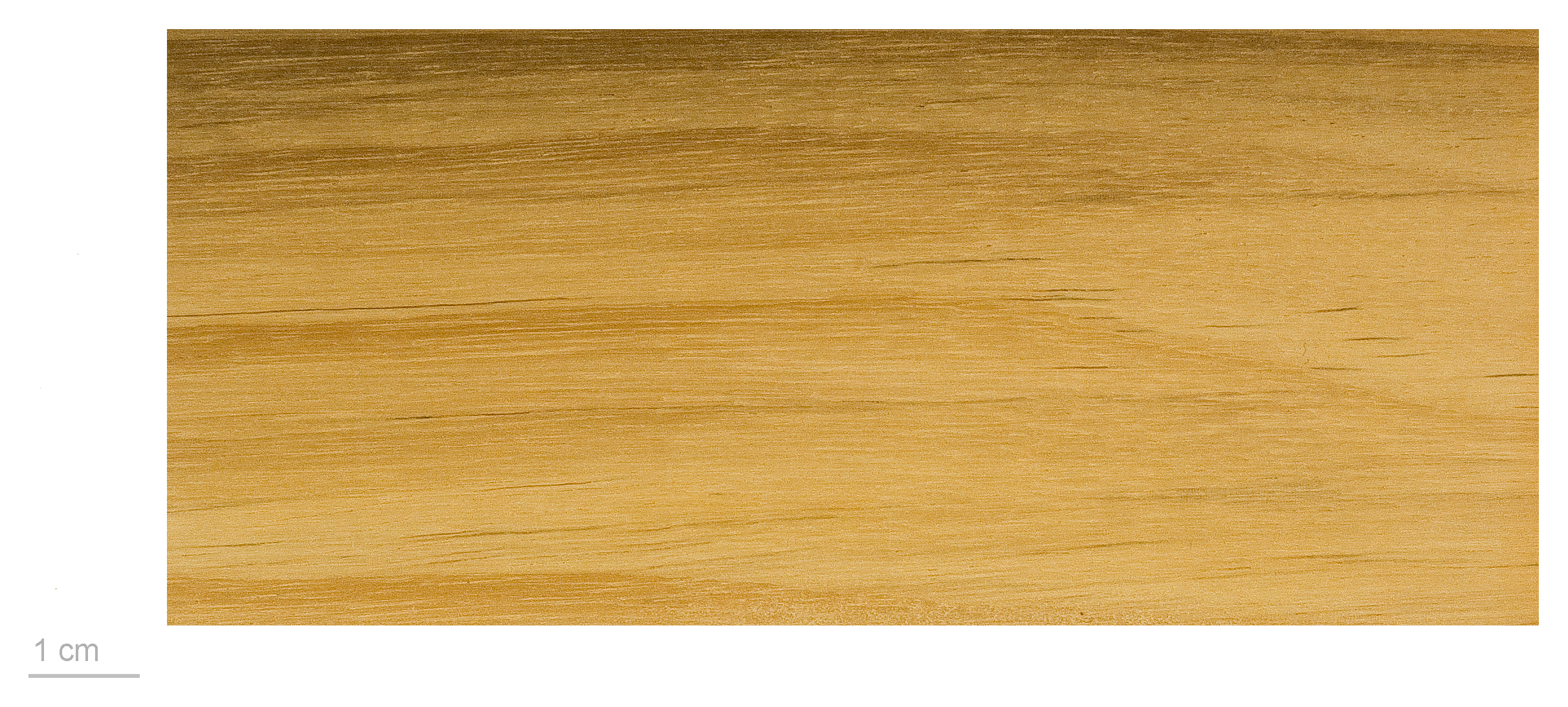
Pterocarpus officinalis

Il legname, derivato da molte delle specie sopra citate, prende spesso il nome di padouk: è noto per la resistenza, la stabilità ed il disegno delle venature: le specie più pregiate hanno una colorazione rossa o rossiccia (anche se con il tempo diventa bruno) che li rendono molto ricercati in ebanisteria. Molte specie di Pterocarpus contengono sostanze solubili in acqua o alcool utilizzabili come pigmenti. Il padouk può venire confuso con il palissandro (Dalbergia), poiché le due essenze hanno molte caratteristiche in comune.
Alcune specie africane di padouk vengono utilizzate come piante medicinali nel trattamento antiparassitario della pelle ed in infezioni fungine. Viceversa altre specie possono avere polveri irritanti per inalazione, per cui durante la lavorazione sono necessarie le opportune precauzioni.